# Foofur
Foofur es una serie infantil de televisión animada hecha y producida por Hanna-Barbera Productions. Emitida en la NBC desde 1986 a 1988, la trama de la serie era acerca de las aventuras diarias del perro flaco azul que la protagonizaba. Fue producida en parte por William Hanna. Se creó una serie de cómics basada en la serie animada, que fue producida y publicada por Star Comics (una imprenta de Marvel Comics). En España fue emitida en La 1 en los años 80 -más concretamente en la franja posterior a la primera edición del Telediario de los fines de semana- y en Minimax en los años 90.

## Trama
En la ciudad de Willowby, un gran perro azul flaco llamado Foofur (con la voz en inglés de Franco Welker) se ha refugiado en una mansión, en el 32 de la calle Mapple, que es también su lugar de nacimiento. En la pandilla de Foofur están su sobrina, Rocki (con la voz en inglés de Christina Lange), Fencer el Gato (con la voz en inglés de Eugene Williams), Louis (con la voz en inglés de Richard Gautier), su novia, Annabell (con la voz en inglés de Susan Tolsky), Dolly (con la voz en inglés de Susan Blu), Hazel (con la voz en inglés de Pat Carroll), el marido de Hazel, Fritz-Carlos (con la voz en inglés de Jonathan Schmock), y Burt (con la voz en inglés de William Callaway). Foofur y sus amigos sin embargo, tienen un enemigo en una mujer llamada Amelia Escrow (con la voz en inglés de Susan Silo) y su mascota Chihuahua que se llama Pepe (con la voz en inglés de Don Messick) quien intenta exponer a Foofur y sus compañeros de habitación ilegales pero siempre sin éxito. Escrow ha intentado muchas veces vender la propiedad, pero desconoce que Foofur y sus amigos mantienen la casa lejos de ser comprada, y también protegen su casa de roedores como los Hermanos Rata, otros gatos como Vinnie y su Pandilla de Gatos, y humanos codiciosos. Mientras, intentando parar a Escrow, Foofur intenta que sus amigos eludan ser capturados por los cazadores de perros Mel (con la voz en inglés de David Doyle) y Harvey (con la voz en inglés de Michael Bell).

## Personajes

### Protagonistas
- Foofur (Frank Welker): un perro azul de raza mestiza. Inteligente y astuto, Foofur es el líder del grupo. Se refiere a los demás personajes como "La Tropa".
- Rocki (Christina Lange): la sobrina de Foofur y una cachorra. En cierto episodio se rebela que su padre es marino y por eso está al cuidado de Foofur.
- Fencer (Eugene Williams): un gato blanco y negro (probablemente un British Shorthair) y karateca. El mejor amigo de Foofur y único gato del grupo.
- Louis (Dick Gautier): un bulldog grande y gordo, esposo de Anabelle. A pesar de su aspecto rudo tiene un lado sensible.
- Anabelle (Susan Tolsky): una perra pastora inglés y esposa de Louis. Además de tartamuda es algo torpe ya que su pelaje le cubre los ojos, pero en distintos episodios demuestra su valentía y capacidad.
- Fritz-Carlos (Jonathan Schmock): un Schnauzer con un acento entre alemán y español (en inglés), esposo de Hazel. Presume de ser veterano de guerra (y en efecto tiene una medalla al mérito) pero se desconoce cuál. Gusta de bailar tango.
- Hazel (Pat Carroll): una cocker spaniel y esposa de Fritz-Carlos, siempre preocupada por el orden y la limpieza.

### Antagonistas
- Pepe (Don Messick), el perro chihuahua de Mrs. Escrow. Un perro mimado y consentido que siempre desea delatar a la Tropa.
- Mrs. Amelia Escrow (Susan Silo). Aunque técnicamente no sabe de la existencia de Foofur y compañía, representa siempre algún obstáculo que la Tropa debe sobrepasar.
- Los atrapaperros Mel y Harvey (David Doyle y Michael Bell). Un dúo de atrapa perros a menudo involucrados en actividades criminales.
- La Pandilla de Gatos (Cat Pack) un grupo de cinco gatos agresivos y malvados.
- Los Hermanos Rata: tres ratas que viven en la mansión y desean expulsar a los perros para tenerla para sí solos. Su principal acción es mortificar a Fencer de distintas maneras (probablemente por ser un gato) pero a menudo causan problemas a los demás personajes también.

### Otros
- Dolly (Susan Blu), interés amoroso de Foofur que pertenece a los propietarios de una floristería.
- Burt (William Callaway), rival de Foofur que busca obtener el amor de Dolly y vive en el mismo edificio que ella. Burt es arrogante debido a su estatus adinerado.